# 復調
復調（ふくちょう）とは、電気技術用語で、変調信号が伝送されてきたとき、それからもとの信号波を復元することである。変調の対義語である。各変調方式に対応して復調が行われる。
特に電波に関しては検波（けんぱ）ともいう（復調という語は無線有線を問わず、任意の方式の変調を元に戻すことを指す語である）。本来の語義としては、電波の断続（不存在か存在か）を検出することに限定した語が「検波」と考えられるが、歴史的な理由で、モールス符号のようないわゆるCW（電波型式でA1A）においてコヒーラによる検波が復調であったものが、そのまま任意の変調方式における復調を指すものとして流用され、専ら下記の方式名のごとく「-検波」と呼ばれる。
英単語demodulationであるため、ブロック図（系統図）等で「DEM」または「DEMO」等と略記される場合がある。「モデム」（modem）の「デム」（-dem）の由来である。

## 方式
- 包絡線検波
- 二乗検波（自乗検波）
- プロダクト検波
- 同期検波
- 遅延検波
- クアドラチャ検波
- パルスカウント検波
- スロープ検波
- レシオ検波